# Kazimierz Tomala
Kazimierz Tomala (ur. 1 stycznia 1956 w Prusach) – polski naukowiec, profesor nauk rolniczych, nauczyciel akademicki Szkoły Głównej Gospodarstwa Wiejskiego w Warszawie, w kadencjach 2016–2020 i 2020–2024 prorektor tej uczelni.

## Życiorys
W 1975 ukończył naukę w Technikum Ogrodniczym w Sochaczewie. W 1980 został absolwentem Wydziału Ogrodniczego SGGW. Tam uzyskał w 1987 stopień naukowy doktora nauk rolniczych, w 1996 doktora habilitowanego nauk rolniczych w zakresie ogrodnictwa – sadownictwa. W 2001 otrzymał tytuł naukowy profesora nauk rolniczych. 1 kwietnia 1981 został nauczycielem akademickim Wydziału Ogrodnictwa, Biotechnologii i Architektury Krajobrazu. W 2008 objął stanowisko profesora zwyczajnego w Katedrze Sadownictwa.
W latach 1994–1999 był prodziekanem ds. studenckich w Wydziale Ogrodniczym SGGW, w latach 1999–2005 dziekanem Wydziału Ogrodnictwa i Architektury Krajobrazu SGGW oraz kierownikiem Katedry Sadownictwa (1997–1999, 2006–2016). W latach 2016–2020 pełnił funkcję prorektora SGGW ds. dydaktyki (2016-2020), natomiast od 2020 pełni funkcję prorektora ds. Rozwoju (od 2020) oraz I Zastępcy Rektora. W latach 2003–2020 pełnił funkcję przewodniczącego  Rady Naukowej Instytutu Sadownictwa i Kwiaciarstwa, później, połączeniu (od 1 stycznia 2011) Instytutu Ogrodnictwa  w Skierniewicach.
W latach 2013–2016 był członkiem Centralnej Komisji do Spraw Stopni i Tytułów, a od 2024 roku jest członkiem IV Zespołu Rady Doskonałości Naukowej. 
Został odznaczony Złotym Krzyżem Zasługi (2000), oraz Medalem Komisji Edukacji Narodowej (2016). W 2021 odznaczony Krzyżem Kawalerskim Orderu Odrodzenia Polski.

## Działalność naukowa i dydaktyczna
W latach 1984–2003 odbył kilka staży zagranicznych z których najdłuższe na kanadyjskim uniwersytecie University of British Columbia oraz Michigan State University. Jest autorem lub współautorem 528 publikacji z których 88 są to artykuły naukowe, 88 rozdziałów w monografiach, 5 książek oraz 237 artykułów i zaleceń dla praktyków. Jego działalność naukowa obejmuje głównie tematykę związaną z jakością i zdolnością przechowalniczą owoców, opracowywaniem metod wyznaczania dojrzałości zbiorczej owoców oraz opracowywaniem nowych technologii przechowywania owoców. Uczestniczył w ponad 60 krajowych i międzynarodowych konferencjach, kongresach i sympozjach, w tym w Belgii, Chinach, Hiszpanii, Holandii, Japonii, Kanadzie, Nowej Zelandii, USA i Włoszech, na których wielokrotnie wygłaszał referaty wprowadzające na posiedzeniach plenarnych. Wielokrotnie zapraszany do wygłoszenia referatów na zagranicznych uczelniach i instytucjach międzynarodowych. Wykonywał liczne recenzje publikacji w międzynarodowych czasopismach, recenzje grantów, a także recenzji prac doktorskich, habilitacyjnych oraz dorobku naukowego do zatrudnienia na stanowiskach naukowych lub uzyskiwania stopni (w tym 18 recenzji dorobku do zatrudnienia na stanowisku profesora lub uzyskania tytułu profesora).
Profesor Tomala był promotorem 12 przewodów doktorskich oraz wypromował 155 magistrantów i  120 inżynierantów. 